# École Kaimei

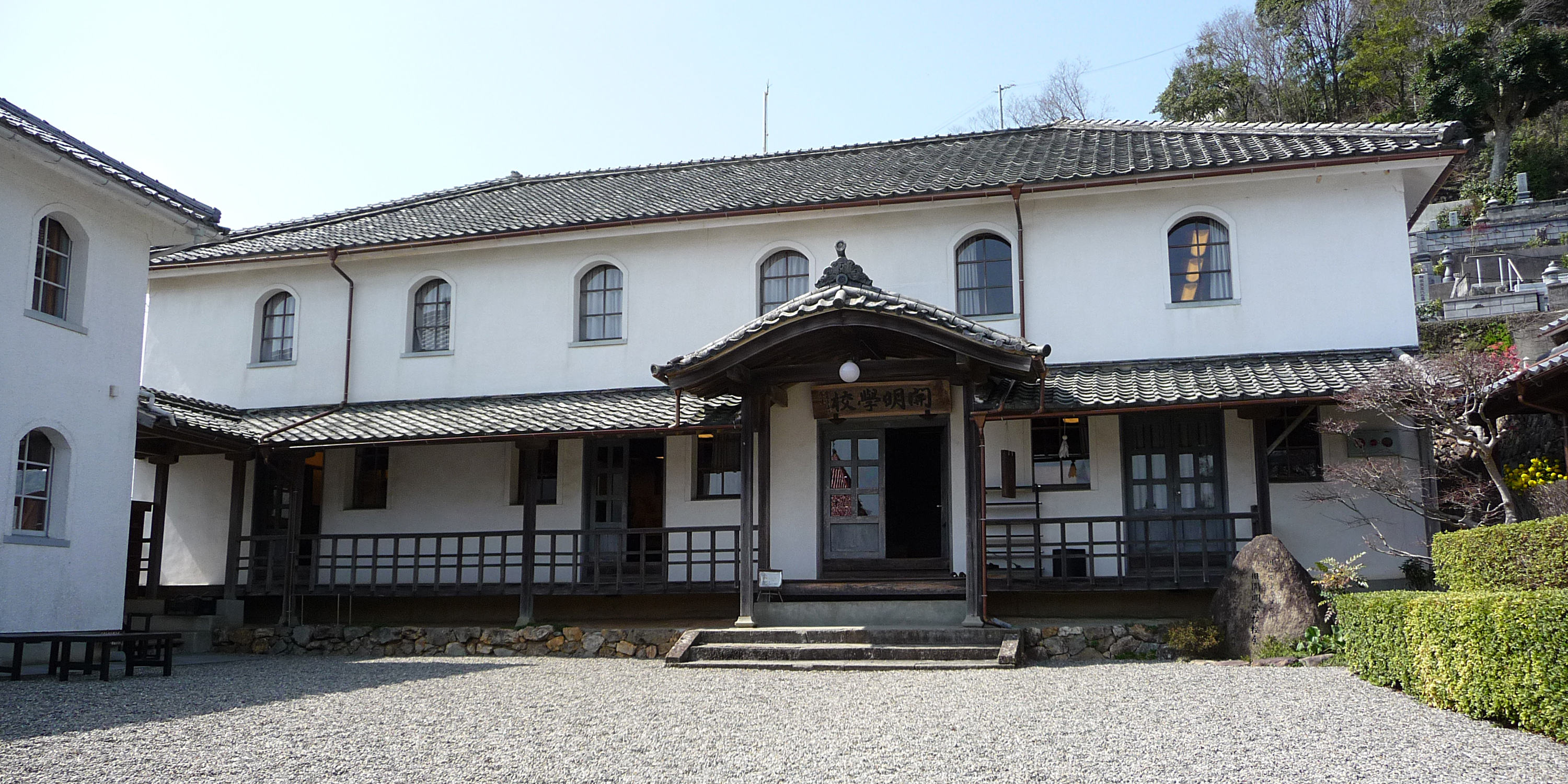
École primaire Kaimei

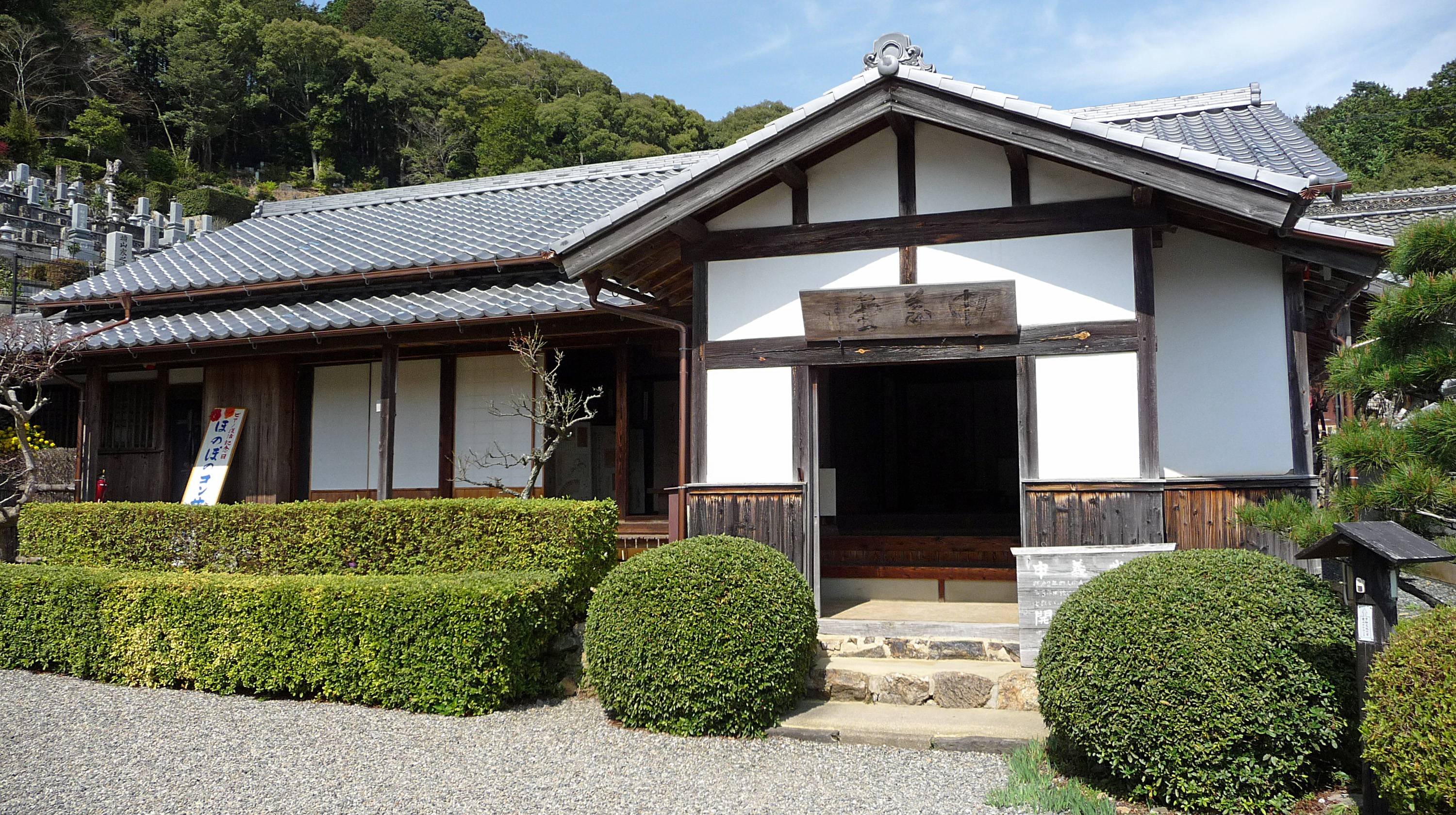

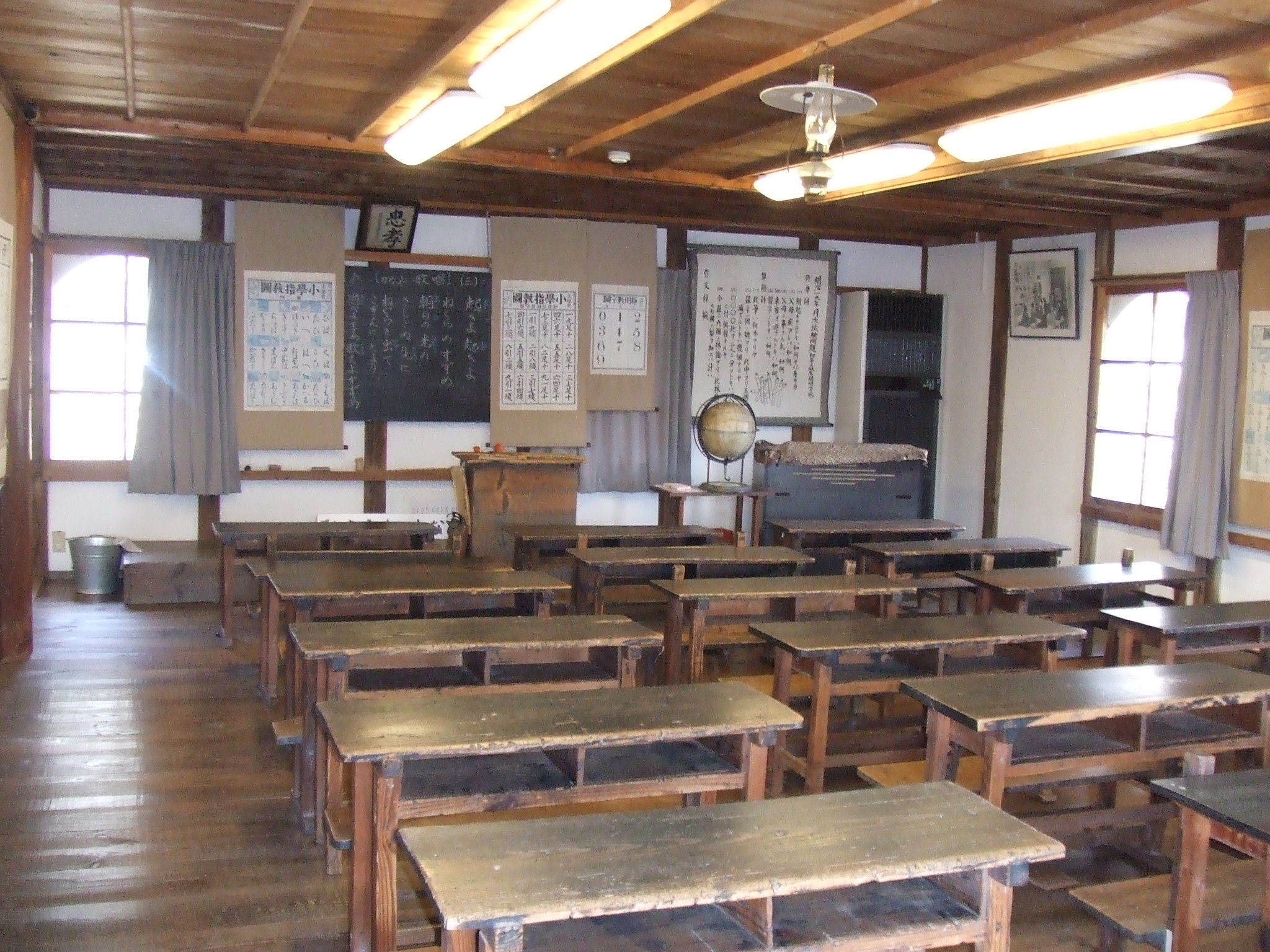

L' école Kaimei (開明学校, Kaimei gakkō) est une école située à Seiyo, préfecture d'Ehime au Japon. Construite en 1882, elle est considérée comme la plus ancienne école du Shikoku. Son rare style architectural Giyōfū l'a fait désigner bien culturel important du Japon en mai 1997. L'école est à présent un musée qui abrite et expose quelque six mille précieux documents, dont des manuels scolaires de l'époque d'Edo jusqu'au début de l'ère Showa ainsi que des documents sur l'administration de l'école.